# メリアディーノ・サン・フィデンツィオ
メリアディーノ・サン・フィデンツィオ（伊: Megliadino San Fidenzio）は、イタリア共和国ヴェネト州パドヴァ県ボルゴ・ヴェーネトに属する分離集落（フラツィオーネ）。
かつては独立したコムーネであったが、2018年2月17日にサレット、サンタ・マルゲリータ・ダーディジェと合併して新自治体の一部となった。

## 地理

### 位置・広がり

#### 隣接コムーネ
コムーネとしてのメリアディーノ・サン・フィデンツィオは、以下のコムーネと隣接していた。
- カザーレ・ディ・スコドージア
- メリアディーノ・サン・ヴィターレ
- モンタニャーナ
- サレット
- サンタ・マルゲリータ・ダーディジェ